# Charles Chree
Charles Chree (5 mai 1860 - 12 août 1928) est un physicien britannique, une autorité sur le magnétisme terrestre et l'électricité atmosphérique, et pendant 32 ans surintendant de l'observatoire de Kew .

## Biographie
Chree est né à Lintrathen, Forfarshire, Écosse le 5 mai 1860, deuxième fils du révérend Charles Chree ,. Il fait ses études à la Grammar School, Old Aberdeen, à l'Université d'Aberdeen où il obtient une maîtrise en 1879 et à l'Université de Cambridge où il obtient son diplôme de sixième Wrangler (MA, 1883) .
Chree est élu membre de la Royal Society en 1897 . Chree reçoit la médaille James Watt de l'Institution of Civil Engineers en 1905. Il est président de la Physical Society of London entre 1908 et 1910.
Chree remporte la Médaille Hughes de la Royal Society en 1919 « pour ses recherches sur le magnétisme terrestre» . Il est président de la Royal Meteorological Society de 1922 à 1923 .
Il est nommé surintendant de l'observatoire de Kew en 1893, poste qu'il conserve jusqu'en 1925, une période remarquablement longue de 32 ans . Au cours de son mandat, il est chargé de tester des milliers de chronomètres, montres, thermomètres et autres instruments scientifiques  succès dans lequel les tests ont remporté l'attribution d'un "certificat Kew". Chree reçoit des diplômes de D.Sc. de Cambridge en 1895 et LL. D. d'Aberdeen en 1898 . La médaille Chree et le prix de l'Institut de physique portent son nom. Les prix sont renommés en 2008.
Il meurt le dimanche 12 août 1928 à Worthing, Sussex. Il n'était pas marié .